# USS Sampson (DDG-102)
El USS Sampson (DDG-102) es un destructor de la clase Arleigh Burke en servicio con la Armada de los Estados Unidos. Fue bautizado USS Sampson en honor al contraalmirante William T. Sampson de la guerra civil estadounidense y la guerra hispano-estadounidense. Fue puesto en gradas en 2005, botado en 2006 y asignado en 2007.

## Construcción
Construido en el Bath Iron Works, fue puesto en gradas el 17 de marzo de 2005, botado el 16 de septiembre de 2006 y asignado el 3 de noviembre de 2007. 

## Historial de servicio
Fue asignado en 2007 con apostadero en la base naval de San Diego, California.